# Christian Plume
Pour les articles homonymes, voir Plume.
Christian Plume est un journaliste, animateur de radio et écrivain français né le 22 avril 1925 à Caudéran et mort le 26 décembre 2014 à Saint-Lizier.

## Biographie
Descendant de sept générations d’éleveurs de chevaux et de taureaux sauvages, Christian Plume, dont la mère portait la coiffe d’Arles, est attaché à la Camargue. 
Pendant un demi-siècle, il a connu une vie consacrée à tous les métiers « à ne pas faire » : journaliste, cinéaste, chroniqueur de télévision et de radio et écrivain polygraphe. 
Il fut grand reporter à Paris-Presse et pigiste au Canard enchaîné dans les années 1960. Il publia dans ce journal une enquête de police. La réaction au Canard enchaîné fut très négative sur cet ouvrage. 
Il a publié des ouvrages sur les sectes, les francs-maçons ainsi que sur les grandes figures du cinéma, de la chanson et du music-hall.
Après avoir été animateur de radio sur Europe 1 et Sud Radio,, il a présenté une émission consacrée à la chanson française sur RDC, radio locale de Saint-Girons, en Ariège.
Il a été aussi présentateur et narrateur de chanteurs traditionnels, voire "rétro" ou à sketches des années 1920 à 1960 notamment, sur Radio Bleue jusqu'en 1997, disques à l'appui.

## Œuvres
- La Loi, c'est la loi !, La Thune du Guay, 1959.
- Tout sur la pétanque, Horay.
- Pilotes de Jet, Plon, 1961.
- L'heure du rugby, Julliard, 1964 (avec la coll. de Gabriel Edme)
- Le Livre du Fromage avec le Dictionnaire des fromages du monde, Coqs d'or, 1968.
- Objectif De Gaulle, Laffont, 1973 (avec la coll.de Pierre Démaret)
- Les contes de mon mas, France-Empire, 1975.
- Fernandel, Solar, 1976.
- Une enquête de police sur le Canard Enchaîné, Éditions Jean Picollec, 1980 (avec la coll.de Xavier Pasquini)
- Encyclopédie des sectes dans le monde, 1980 (avec la coll.de Xavier Pasquini)
- Michel Simon, Lefeuvre, 1981 (avec la coll. de Xavier Pasquini)
- Les rois de l'Empire. tome 2 : Lefebvre, Gouvion Saint Cyr, Macdonald, Murat, JML, 1982.
- Bourvil, Bréa, 1983.
- Tino Rossi, Bréa, 1983.
- Napoléon, franc-maçon, Veyrier, 1985.
- L'avant-dernier des Camarguais, Tisserand, 2004.
- Les Immortels de la chanson, Au Fil du Temps, 2013.